# 八王寺汽水
沈阳八王寺饮料有限公司是一家创办于1920年的饮料生产公司，民间常称之为八王寺汽水厂或八王寺汽水，曾是中国东北地区最大的汽水生产工厂，被称为中国民族饮料工业的活化石。八王寺汽水曾获沈阳老字号、辽宁省著名商标、辽宁特产、辽宁名牌产品、辽宁老字号等称号。
八王寺汽水现在年产碳酸饮料4.4万吨，纯净水2.16万吨，年产值6000余万元，销往东北、华北、华南等地。

## 历史
根据《沈阳县志》的记载，沈阳八王寺院东南侧的一眼清泉是盛京城内最好喝的泉水，曾被乾隆帝定为御用之水。1920年，民间资本家张惠霖、金恩祺、张志良等人以八王寺院之名，合伙创办奉天八王寺啤酒汽水股份有限公司，以生产汽水和啤酒为主业，成为现今八王寺汽水的前身。八王寺汽水厂是当时中国最早实施股份制的一批企业，根据《奉天记事》的记载，八王寺公司成立后即向外发行股票，每股15銀圓，当时的商人、民众和银行等纷纷购买，不久后便将100万元的股份认购完毕，随后，八王寺正式开始建厂。期间创办人张志良还向奉天储蓄总会贷款20万元，用于购买设备、聘请计师。当时共聘用了11名工人，并且取水自八王寺的泉水。
中华民国农商部于1925年3月向八王寺汽水厂发放了营业执照，受农商部直接管理。
第一次世界大战后，外国资本渗入中国。因此为了抵制洋货、鼓励国货，1926年5月，奉天省财政厅给予八王寺汽水厂3年的免税政策。1928年八王寺的啤酒年生产量达180万瓶，汽水年生产量达288万瓶，在当时便已经销往华北、华东等地区。
抗日战争期间，八王寺汽水厂的资产被日本昭和商会以低价收购，并同时更名为奉天八王子酿造工业株式会社。1945年抗日战争结束后，八王寺汽水厂被中华民国政府接管，并在1947年11月移交给原股东，随后更名为奉天八王寺民生工业股份有限公司。
1949年中华人民共和国建国后，八王寺汽水厂被国家全资收购，并更名为沈阳市八王寺汽水厂，成为全民所有制企业。在20世纪80年代，八王寺汽水成为沈阳家喻户晓的饮品。
1993年与可口可乐公司合作后，商标和所有权随后即被封存直至2003年。
2004年，董事长李秀实将八王寺的商标所有权和使用权从可口可乐公司手中收购取回，使得八王寺能够重新恢复生产。
2013年，八王寺汽水成为中华人民共和国第十二届全国运动会的指定汽水。

## 产品
- 塑料瓶包装汽水（果味汽水、果子蜜汽水、葡萄糖盐汽水等）
- 玻璃瓶系列
- 果汁系列
- 饮用水、桶装水[13]